# Sang bleu (roman)
Sang bleu (Written in Blood, dans l'édition originale britannique) est un roman policier de Caroline Graham, initialement publié en 1994.
C'est le quatrième roman mettant en scène le personnage de l'inspecteur principal Tom Barnaby.

## Éditions
- Royaume-Uni : Written in Blood, éditions Headline, Londres, 1994, 307 p.,  (ISBN 0747211051).
- États-Unis : Written in Blood, éditions W. Morrow, New York, 1995, 387 p.,  (ISBN 0688100244).
- France : Sang bleu (traduction de Véronique David-Marescot), éditions Pygmalion, coll. « Suspense », Paris, 2003, 381 p.,  (ISBN 2-85704-914-5).

## Adaptation télévisée
Le roman a fait l'objet, en 1998, d'une adaptation télévisée, dans un téléfilm titré Écrit dans le sang, réalisé par Jeremy Silberston sur un scénario d'Anthony Horowitz, avec John Nettles dans le rôle de l'inspecteur Barnaby, cet épisode constituant le 2e de la série Inspecteur Barnaby, dont les cinq premiers épisodes ont adapté des romans de Caroline Graham, tandis que tous les épisodes suivants (61, en 2009) sont basés sur des scénarios originaux.